# Sauclières
Sauclières település Franciaországban, Aveyron megyében. Lakosainak száma 182 fő (2022. január 1.). Sauclières La Couvertoirade, Nant, Saint-Jean-du-Bruel, Alzon, Campestre-et-Luc és Dourbies községekkel határos.

## Népesség
A település népessége az elmúlt években az alábbi módon változott:
| Lakosok száma | 242  | 173  | 202  | 187  | 142  | 149  | 170  | 171  | 169  | 182  |
|               | 1968 | 1982 | 1990 | 2006 | 2013 | 2015 | 2017 | 2019 | 2020 | 2022 |